# Mohamed Ismaïl
Mohamed Ismaïl és un director i guionista marroquí nascut l’1 de setembre de 1951 a Tetuan i mort el 20 de març de 2021}.

## Biografia
Va néixer l'any 1951 a Tetuan. L'any 1970 va començar a estudiar dret a la facultat de Rabat.
El 1974, es va incorporar a la Televisió del Marroc on va produir i dirigir nombroses sèries de televisió, vetllades teatrals i un cert nombre d'espectacles de varietats. Des dels anys 1990, va dirigir una sèrie de llargmetratges, que van rebre diversos premis.
Va morir el 20 de març de 2021, als 70 anys, arran d'una llarga malaltia.

## Filmografia
- 1996 : Aouchtam
- 2000 : Et après...[7]
- 2001 : Amwajo el barr (telefilm)
- 2003 : Allal al Kalda (telefilm)
- 2004 : Ici et là[7]
- 2005 : Pourquoi pas (telefilm)
- 2007 : Adieu mères[8]
- 2009 : Awlad lablad
- 2016 : Des ... Espoirs[9][10]
- 2020 : La Mora[11][12]

## Principals distincions
- 2000: Selecció oficial del festival Marràqueix, Cartago, Ouagadougou, Kerala
- 2000: Gran premi i premi al millor guió i direcció al festival nacional de cinema d'Oujda per Et après...
- 2003: premi d'èxit i gran premi del festival internacional de televisió àrab al Caire[6]
- 2003: Estrella d'or a la millor pel·lícula de televisió per Allal al Kalda[6]
- 2004: Premi al millor guió al festival de cinema independent de Brussel·les per Ici et là[6]
- 2005: Premi del Públic Noujoum Bladi per la pel·lícula de televisió Pourquoi pas